# العلاقات التشادية النيبالية
العلاقات التشادية النيبالية هي العلاقات الثنائية التي تجمع بين تشاد ونيبال.

## مقارنة بين البلدين
هذه مقارنة عامة ومرجعية للدولتين:
| وجه المقارنة                                              | تشاد                      | نيبال                             |
| --------------------------------------------------------- | ------------------------- | --------------------------------- |
| المساحة (كم2)                                             | 1.28 مليون                | 147.18 ألف                        |
| عدد السكان (نسمة)                                         | 15.23 مليون               | 29.40 مليون                       |
| الكثافة السكانية (ن./كم²)                                 | 11.9                      | 199.76                            |
| العاصمة                                                   | انجمينا                   | كاتماندو                          |
| اللغة الرسمية                                             | لغة فرنسية، اللغة العربية | اللغة النيبالية                   |
| العملة                                                    | فرنك وسط أفريقي           | روبية نيبالية                     |
| الناتج المحلي الإجمالي (بليون دولار)                      | 9.98 مليار                | 24.47 مليار                       |
| الناتج المحلي الإجمالي (تعادل القوة الشرائية) بليون دولار | 30.54 مليار               | 70.20 مليار                       |
| الناتج المحلي الإجمالي الاسمي للفرد دولار أمريكي          | 775                       | 743                               |
| الناتج المحلي الإجمالي للفرد دولار أمريكي                 | 2.18 ألف                  | 2.37 ألف                          |
| مؤشر التنمية البشرية                                      | 0.392                     | 0.548                             |
| رمز المكالمات الدولي                                      | +235                      | +977                              |
| رمز الإنترنت                                              | .td                       | .np                               |
| المنطقة الزمنية                                           | ت ع م+01:00               | UTC+05:45، التوقيت الموحد لنيبال ‏ |

## منظمات دولية مشتركة
يشترك البلدان في عضوية مجموعة من المنظمات الدولية، منها:
| علم المنظمة | اسم المنظمة                               | تاريخ انضمام تشاد | تاريخ انضمام نيبال |
| ----------- | ----------------------------------------- | ----------------- | ------------------ |
|             | مؤسسة التنمية الدولية                     | 7 نوفمبر 1963     | 6 مارس 1963        |
|             | يونسكو                                    | 19 ديسمبر 1960    | 1 مايو 1953        |
|             | مؤسسة التمويل الدولية                     | 2 أبريل 1998      | 7 يناير 1966       |
|             | منظمة حظر الأسلحة الكيميائية              | ?                 | ?                  |
|             | الأمم المتحدة                             | 20 سبتمبر 1960    | 14 ديسمبر 1955     |
|             | منظمة الشرطة الجنائية الدولية             | ?                 | ?                  |
|             | البنك الدولي للإنشاء والتعمير             | 10 يوليو 1963     | 6 سبتمبر 1961      |
|             | الاتحاد البريدي العالمي                   | ?                 | ?                  |
|             | المركز الدولي لتسوية المنازعات الاستشارية | 14 أكتوبر 1966    | 6 فبراير 1969      |
|             | وكالة ضمان الاستثمار متعدد الأطراف        | 11 يونيو 2002     | 9 فبراير 1994      |
|             | منظمة التجارة العالمية                    | ?                 | ?                  |

## وصلات خارجية
- موقع وزارة الخارجية النيبالية